# 1750 no Brasil
Esta é uma cronologia dos fatos acontecimentos de ano 1750 no Brasil.

## Eventos
- 13 de janeiro: Assinatura do Tratado de Madri, entre Portugal e Espanha, documento que definiu grande parte do território brasileiro.[1]